# Gert Schutte
Gerrit Jan (Gert) Schutte (Nieuwpoort, 24 mei 1939 – Zeist, 25 januari 2022) was een Nederlands politicus en ambtenaar.

## Biografie
Nadat hij de mulo had afgerond begon hij in 1956 zijn werkzame leven als gemeenteambtenaar bij de gemeente Giessenburg. Vervolgens werkte hij bij de gemeenten Schoonhoven, Elst en Nieuwpoort. In 1968 kwam hij als plaatsvervangend gemeentesecretaris bij de gemeente Zeist terecht waaraan hij tot 1981 verbonden zou blijven.
Schutte volgde van 1956 tot 1965 diverse opleidingen op het gebied van de lagere overheid. Van 1969 tot 1974 gaf hij zelf les in het gemeenterecht aan een dergelijk opleidingsinstituut.
Van 1974 tot 1978 zat hij voor het Gereformeerd Politiek Verbond (GPV) in de Provinciale Staten van de provincie Utrecht. In 1981 deed hij voor diezelfde partij zijn intrede in de Tweede Kamer. Tot 1989 vormde hij een eenmansfractie, daarna maakte hij tot 2001 met Eimert van Middelkoop de fractie van het GPV uit. Al die jaren was hij ook fractievoorzitter.
Schutte stond bekend als 'het staatsrechtelijke geweten van de Kamer'. Hij vatte dit op als dat andere Kamerleden te weinig oog voor de staatsrechtelijke kant van het politieke bedrijf zouden hebben.
Op initiatief van Schutte werd in juni 1996 de commissie ingesteld die moest toezien op de uitvoering van de aanbevelingen van de enquêtecommissie opsporingsmethoden.
Sinds 2001 was hij lid van de Kiesraad. Van 2003 tot 2005 leidde hij een onderzoek naar de HBO-fraude. Begin 2005 was hij lid van de commissie die zich bezighield met de voorbereiding van het referendum over de Europese Grondwet en in de tweede helft van 2006 leidde hij een onderzoek naar een ongeval in de binnenstad van Utrecht waarbij tijdens een concert een werftrap was bezweken waardoor er een dode was gevallen en meer dan twintig mensen gewond raakten.
Schutte, die ook nog columnist bij het Friesch Dagblad en de Persunie is geweest, was lid van de Gereformeerde Kerken vrijgemaakt (GKV).
Op 25 januari 2022 overleed Schutte na een kort ziekbed op 82-jarige leeftijd. Hij werd begraven in Zeist.
- Gemeinsame Normdatei: 129216933
- International Standard Name Identifier: 0000 0004 5316 4746
- Library of Congress Control Number: n2004102100
- Nederlandse Thesaurus van Auteursnamen: 072003073
- Parlement.com: vg09llmsk8vc
- Virtual International Authority File: 107029253
- WorldCat: E39PBJbWBDpCCqGvcxwWFm6VG3